# Мера Эрроу — Пратта
Мера Эрроу — Пратта — применяемая в экономической теории мера неприятия риска.

## Определение
Абсолютная мера неприятия риска Эрроу — Пратта определяется следующим образом:
{\displaystyle R_{a}=-{\frac {u''(x)}{u'(x)}}=-{\frac {d\ln MU(x)}{dx}}},
то есть равна производной логарифма предельной полезности по объёму потребления (с обратным знаком).
Относительная мера неприятия риска Эрроу — Пратта равна эластичности предельной полезности по объёму потребления (также с обратным знаком):
{\displaystyle R=-{\frac {xu''(x)}{u'(x)}}=-{\frac {d\ln MU(x)}{d\ln x}}}

## Теорема Пратта
Теорема Пратта утверждает эквивалентность следующих трёх способов ранжирования неприятия риска.
Первый способ — по мере Эрроу — Пратта — чем больше, тем больше степень неприятия риска.
Второй способ — потребитель 1 имеет большую степень неприятия риска, чем потребитель 2, если существует строго возрастающая строго вогнутая (выпуклая вверх) функция {\displaystyle G}, такая что {\displaystyle \forall x,u_{1}(x)=G(u(x))}, где {\displaystyle u_{1}(x),u_{2}(x)}- функции полезностей первого и второго потребителя соответственно.
Третий способ — неприятие риска тем больше, чем больше так называемое вознаграждение за риск {\displaystyle \pi (x)} (для всех {\displaystyle x}), определяемая как такая величина, что {\displaystyle Eu(x)=u(Ex-\pi (x))}, то есть величина {\displaystyle Ex-\pi (x)} является безрисковым эквивалентом {\displaystyle x}.
В теореме предполагается дважды непрерывная дифференцируемость функций полезности со стандартными условиями положительности первой производной (предельной полезности) и неположительности второй (невозрастание предельной полезности, то есть вогнутость или выпуклость вверх функций полезности).
Можно показать, что требуемое вознаграждение за риск в первом приближении выражается через меру Эрроу-Пратта {\displaystyle r(x)} следующим образом {\displaystyle \pi (x)=r(x)\sigma ^{2}/2}, где {\displaystyle \sigma ^{2}} — дисперсия лотереи.

## Функции полезности постоянными мерами Эрроу — Пратта
Для функции с постоянной абсолютной мерой неприятия риска Эрроу — Пратта общий вид функции полезности следующий:
{\displaystyle u(x)=c_{1}-c_{2}e^{-\alpha x}}.
Параметр {\displaystyle c_{1}} здесь фактически определяет максимальную полезность, достигаемую асимптотически с ростом {\displaystyle x}.
Для функции с постоянной относительной мерой неприятия риска Эрроу — Пратта общий вид функции полезности следующий:
{\displaystyle u(x)=c_{1}+c_{2}{\frac {x^{1-\theta }}{1-\theta }},\theta <>1}.
В частном (особом) случае единичной эластичности ({\displaystyle \theta =1}) функция полезности имеет вид:
{\displaystyle u(x)=c_{1}+c_{2}\ln x}.